# Jacques Opangault
Jacques Opangault est un homme politique congolais né le 13 décembre 1907 et mort le 20 août 1978.

## Biographie
Né à Boundji, il fait des études dans le cadre d'une école missionnaire catholique puis devient clerc dans l'appareil judiciaire en 1938. Il entre en politique après la seconde Guerre mondiale et devient le président fondateur du MSA (Mouvement socialiste africain) affilié à la SFIO (Section française de l'Internationale ouvrière). En 1946 il est élu à l'assemblée territoriale mais échoue à entrer à l'Assemblée nationale française. En mai 1957 il est élu chef de gouvernement sous le titre de « vice-président du conseil gouvernemental ». Le 28 novembre 1958 le jour de la proclamation de la République lors d'une séance de l'assemblée territoriale, il est remplacé par Fulbert Youlou. À la suite des émeutes déclenchées par ses partisans il est arrêté en février 1959 puis relâché en aout 1959. Il est nommé ministre d'état dans le gouvernement de Fulbert Youlou en 1960. Il est vice-président en 1961 et est nommé au poste de ministre des travaux publics en 1962. Il est de nouveau arrêté en août 1963 après le départ de Youlou. À son élargissement de prison il quitte la politique et meurt à Brazzaville le 20 aout 1978.

## Source
- Harris Lentz, Heads of states and governments, éd.Routledge, 2013, p. 194